# 珍珠里簡橋
臺灣鐵路管理局珍珠里簡橋是中華民國臺灣宜蘭縣冬山鄉的一座小型鐵路橋樑，位於宜蘭線鐵路羅東車站與冬山車站間，跨越灌溉溝渠與鄉間道路，以所在地噶瑪蘭族人傳統地域「珍珠里簡」為橋名，現役橋梁於1982年在舊橋原址重建。

## 沿革

### 日治時期
宜蘭線鐵路於1917年動工興建，工程分別從路線的南（蘇澳）、北（八堵）兩端向中間施築。1919年3月24日，包含本橋在內的宜蘭至蘇澳路段通車，全區間單線鐵路，橋梁長度與型式不詳。俟後，宜蘭線於1924年12月1日全線通車。

### 中華民國時期
單線的宜蘭線通車60年後，至1979年北迴線鐵路通車前，宜蘭線即將成為銜接縱貫線及北迴線的重要幹線鐵路，路線需求將大幅增加，預估原單線鐵路會不敷使用，因此臺灣鐵路管理局自1980年7月起進行「宜蘭線鐵路擴建工程」，改建全線為雙線鐵路（已完成雙線路段者除外）。
本橋位在羅東至冬山區間，此路段雙軌工程於1982年8月8日通車，新橋為3孔7.16公尺版梁橋 ，跨越灌溉溝渠與鄉間道路，目前使用中。

#### 電氣化
宜蘭線電氣化工程自1991年7月1日開工，分為八堵～羅東間與羅東～蘇澳間兩階段施工。本橋電氣化屬第二階段羅東～蘇澳間範疇，於2003年7月4日與北迴線電氣化同日通車。